# Közönséges álszarvasgomba
A közönséges álszarvasgomba (Elaphomyces granulatus) az álszarvasgombafélék családjába tartozó, Eurázsiában és Észak-Amerikában honos, fenyvesek talajában élő, nem ehető gombafaj.  

## Megjelenése
A közönséges álszarvasgomba termőteste 2-5 cm széles, szabálytalan gumó. Színe sárgás, okkerbarnás vagy vörösbarnás. Felszíne apró, szemcseszerű ripacsokkal borított. Külső kérge 1-2 mm vastag (fiatalon vastagabb, szárazon vékonyabb), elvágva egyöntetűen fehéres, nem márványozott.
Belső spóratömege fiatalon szürke és nedves, a spórák érésével száraz, porszerű lesz és bíborfeketésre sötétül. Szaga kellemetlen, íze enyhe vagy kesernyés.
Spórapora bíborfekete. Spórája kerek, felülete tüskés, mérete 25-35 μm.

### Hasonló fajok
Más, ritka és védett álszarvasgombafajokkal (köldökös- (E. anthracinus), a patinás- (E.leveillei), a foltos- (E. maculatus), a bundás- (E. mutabilis), a kékbelű- (E.persoonii) és a csíkosspórás álszarvasgomba (E.virgatosporus)) téveszthető össze.

## Elterjedése és életmódja
Eurázsiában és Észak-Amerikában honos, megtalálták Chilében is, ahol feltehetően behurcolt faj. Magyarországon nem gyakori. 
Savanyú talajú fenyvesekben, főleg luc és kéttűs fenyők alatt él a talajban 3-10 cm mélyen. A fák gyökereivel ektomikorrhizás kapcsolatot képez. Egész évben megtalálható, de ősszel a legkönnyebb rábukkanni, amikor parazitája, a felszínen termőtestet fejlesztő triflaáruló gomba terem.  

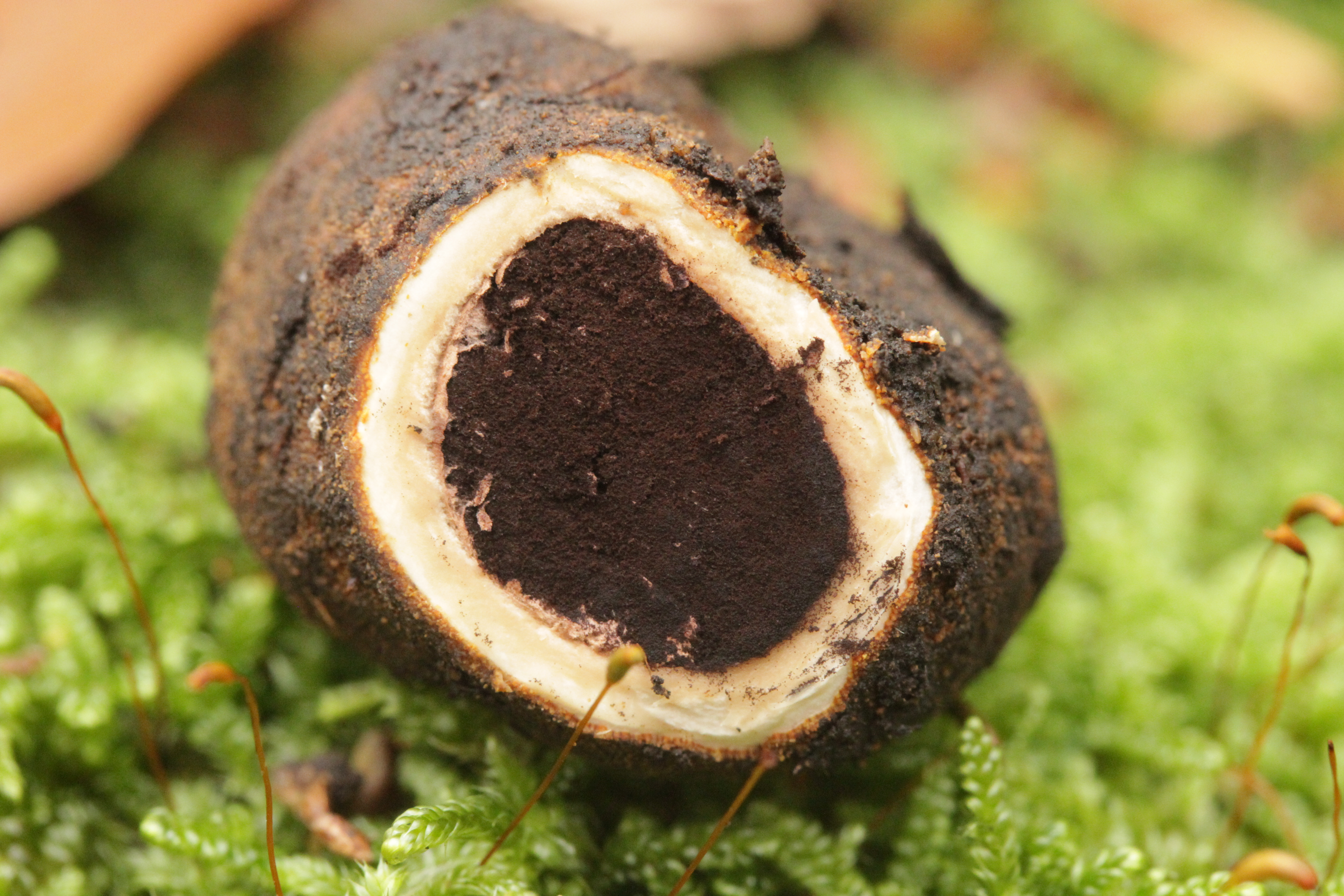
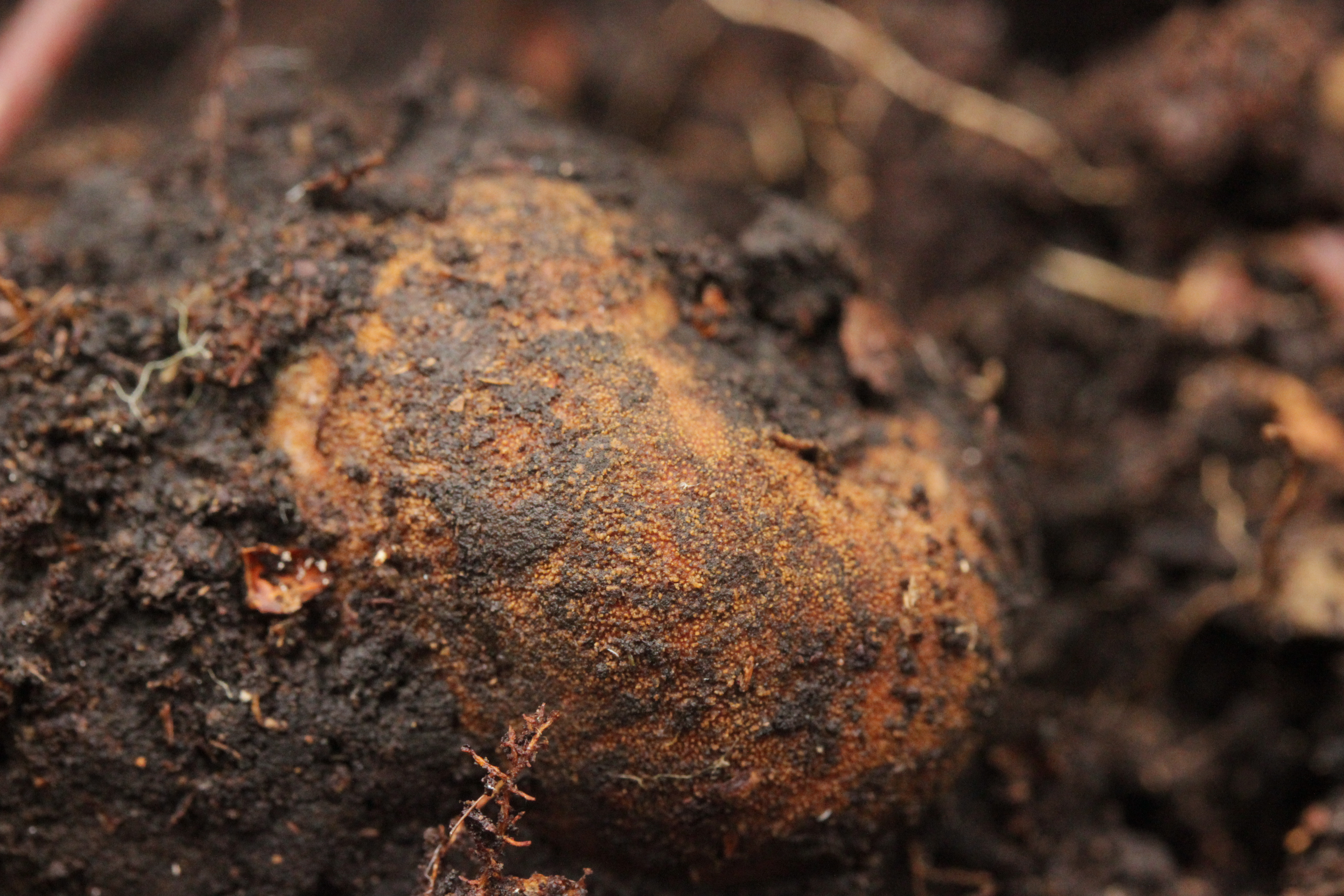
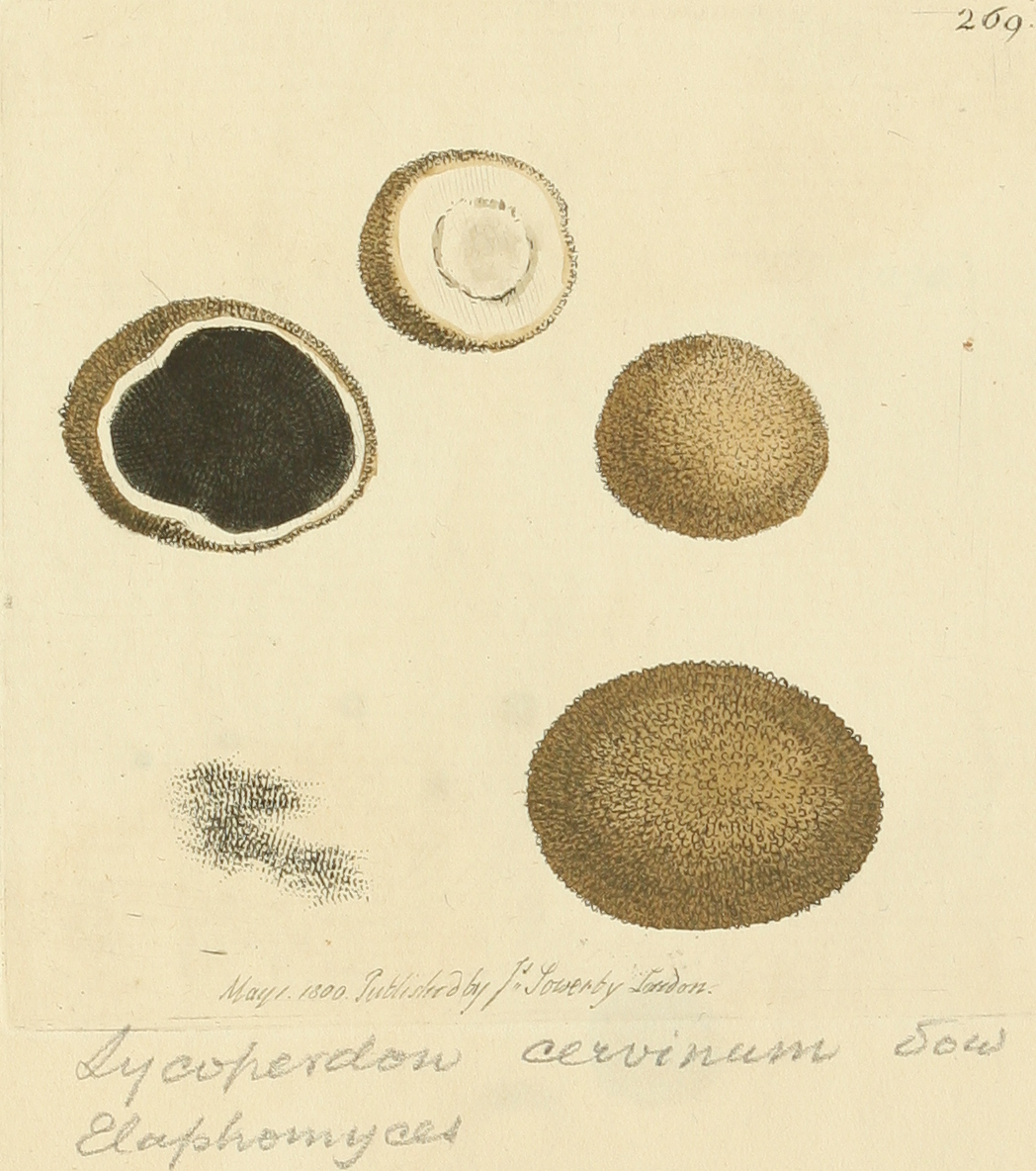

Nem ehető.  